# Drymonia fimbriata
Drymonia fimbriata là một loài thực vật có hoa trong họ Tai voi. Loài này được C.V.Morton mô tả khoa học đầu tiên năm 1937.